# Amphoe Mueang Nong Bua Lam Phu
 (octobre 2023).
Si vous disposez d'ouvrages ou d'articles de référence ou si vous connaissez des sites web de qualité traitant du thème abordé ici, merci de compléter l'article en donnant les références utiles à sa vérifiabilité et en les liant à la section « Notes et références ».
Mueang Nongbua Lamphu (เมืองหนองบัวลำภู) est un district (amphoe) situé dans la province de Nong Bua Lam Phu, dans le nord-est de la Thaïlande.
Le district est divisé en 15 tambon et 172 muban. Il comprenait plus de 130 000 habitants en 2005.